# نابخشوده (فیلم ۲۰۱۳)
نابخشوده (انگلیسی: Unforgiven) فیلمی ژاپنی در ژانر اکشن و جیدایگکی به کارگردانی لی سونگ-ایل محصول سال ۲۰۱۳ است که همچنین بازسازی فیلم آمریکایی نابخشوده (۱۹۹۲) نیز محسوب می‌شود.

## بازیگران
- کن واتانابه
- آکیرا اموتو
- یویا یاگیرا
- ایکو کویکه
- جون کونیمورا
- کویچی ساتو